# Coucou c'est nous !
Cet article possède un paronyme, voir Cocus c'est vous !.
Coucou c'est nous ! est une émission diffusée du 22 septembre 1992 au 1er juillet 1994 sur TF1, puis du 30 janvier au 30 juin 1995 toujours sur TF1, sous le nom de Coucou !
Elle est présentée par Christophe Dechavanne accompagné de Patrice Carmouze et de chroniqueurs tel que Sophie Favier, Pierre Bellemare, Charly et Lulu, Philippe Collignon, Muriel Cousin, Olivier Chiabodo, Bernard Bilis, Daniela Lumbroso, Annie Pujol, Ivar Couderc ou Renaud Rahard.
L'émission, produite par Pro CD aujourd'hui Coyote, la société de Christophe Dechavanne, est retransmise en direct depuis le studio 102 de la Maison de la Radio.

## Concept
L'émission est un mélange de talk-show et de divertissement.
Christophe Dechavanne reçoit chaque jour un invité faisant l'actualité, acteur, sportif, chanteur, humoriste... Si un moment est consacré à la promotion de l'invité, l'émission est ponctuée de diverses séquences et chroniques, dont les plus célèbres resteront celles de Patrice Carmouze, censé présenter chaque jour de nouvelles inventions, celles-ci se révélant régulièrement défaillantes ou étant détruites par Carmouze lui-même en tentant de les faire fonctionner.
Pierre Bellemare lui, intervient régulièrement afin de conter des histoires extraordinaires, Sophie Favier, pour une chronique souvent axée sur la vie quotidienne, Bernard Bilis vient occasionnellement présenter un tour de magie en direct du plateau, avec la complicité parfois de l'invité présent. Christophe Dechavanne lui, animait la séquence Ni oui ni non, le concept étant d'appeler un commissariat ou une gendarmerie en France, au hasard, et si la personne au bout du fil gagnait le jeu (répondre à des questions fermées sans répondre ni par oui, ni par non), il remportait une télévision ou un filet garni pour son commissariat. D'autres jeux téléphoniques s'adressant au public cette fois, seront également instaurés, le jeu du Monsieur et madame, et celui de L'énigme, permettant au vainqueur de remporter divers lots.
D'autres rubriques, comme Les runes, ou la rubrique voyance, permettent à des téléspectateurs d'appeler et de poser une question sur leur avenir. Pendant quelques semaines Doc et Difool, alors animateur à succès de l'émission Lovin'Fun sur Fun Radio, répondent également aux questions des plus jeunes téléspectateurs, concernant le plus souvent la sexualité. Des anonymes (agriculteurs ou éleveurs accompagnés d'animaux divers, pratiquants d'arts martiaux, professeurs de yoga, moniteurs d'escalade, etc.) sont également régulièrement invités en plateau afin de parler de leur spécialité, en faire la démonstration et également la faire faire à Dechavanne et son invité, cela étant souvent prétexte à des facéties de la part de l'animateur.

## Générique
L'émission démarre par un prégénérique qui dure une minute environ et qui s'ouvrait à la manière d'un cartoon Warner Bros. des Looney Tunes de 1936 à 1964 et de 1979 à 2003.
Le générique montre une personne se dépêchant de rentrer chez elle au 2e étage et d'allumer le poste de télévision avec la télécommande. Le poste de télévision diffuse alors les images du plateau, la caméra zoome sur le poste afin de rentrer sur le plateau et Christophe Dechavanne fait son entrée en courant sur une rampe.

## Audiences
Le pari est réussi pour Coucou c'est nous! qui connaît d'excellentes audiences pendant les 2 saisons. L'émission s'arrête en plein succès, sujet sur lequel Christophe Dechavanne témoigna quelques années plus tard, avouant avoir agi peut-être un peu trop vite.
Après avoir connu l'échec en prime time avec Tout le toutim, Dechavanne relance l'émission en janvier 1995, toujours en access prime time, sous le nom simplifié de Coucou ! mais, malgré de nouvelles rubriques et de nouveaux chroniqueurs, elle n'atteindra plus jamais les niveaux d'audience précédents ; l'émission s'arrête, définitivement cette fois, en juin 1995. Elle sera brièvement remplacée par l'émission Les Niouzes, présentée par Laurent Ruquier.

## Après l'arrêt
En février 2004, Christophe Dechavanne présente Coucou c'est nous !, 10 ans déjà sur TF1.
En novembre 2004, TF1 Vidéo a édité un coffret de 3 DVD des meilleurs moments de l'émission.
En 2005, 40 numéros de l'émission sont rediffusés sur la chaîne Comédie !.
En juillet 2012, Laurence Boccolini, accompagnée de Christophe Dechavanne et de Patrice Carmouze, présente 3 émissions anniversaires Coucou c'est nous !, Les moments cultes sur TF1 à l'occasion des 20 ans de l'émission.
Depuis le 1er septembre 2014, une chaîne Youtube (ainsi que Dailymotion) consacrée à Coucou c'est nous ! a été mise en ligne, mettant à disposition l'ensemble des émissions dans leur intégralité ainsi que les meilleurs moments classés en playlists.